# FK Hvězda Cheb
FK Hvězda Cheb je český fotbalový klub z Chebu. Své domácí zápasy hraje na stadionu Lokomotiva.

## Historie
V roce 2001 můžeme mluvit o znovuzrození klubu FC Union Cheb (RH Cheb), který navazuje v krajském přeboru na tradici chebského fotbalu a ligovou éru RH Cheb. Vzniká vyčleněním mužského týmu SK Cheb do nového FK Union Cheb 2001. V roce 2003 přebírá také jeho mládež, čímž SK Cheb v následujícím roce 2004 zaniká.
Po dvou sezónách klub postoupil do divize, odkud v sezoně 2005/06 postoupil do ČFL, díky odřeknutí účasti v této soutěži od Blšan, i z nepostupového 2. místa. V ČFL se v sezoně 2006/07 umístil ve středu tabulky na 9. místě, v další sezoně však přišel výkonnostní propad a také neochota sponzorů, takže i přes 15. místo zaručující setrvání v soutěži Union nemohl zůstat v této lize. Své místo poskytl FC Písek a jelikož se vzdal i místa v divizi, nastoupil do krajského přeboru.
V roce 2011 je přejmenován klub na nynější název FK Hvězda Cheb. V sezóně 2012/2013 se Hvězdě opět podaří postoupit do divize, kde ale setrvá pouze dvě sezóny a stráví další 4 sezóny v krajském přeboru. V roce 2019 se uskuteční návrat do divize.

### Další sportovní oddíly
V roce 2015 přechází oddíl házené Lokomotivy Cheb pod Hvězdu a ta se tak rozšiřuje o další (házenkářský) oddíl. Házenkářky nastupují ve druhé lize. V roce 2016 se klub rozšiřuje o další oddíl a to o sportovní oddíl, který je zaměřen na všeobecnou průpravu dětí od šesti let. Začátkem roku 2018 přibývá také plavecký oddíl. Hvězda tak momentálně nabízí čtyři sportovní oddíly: fotbalový oddíl, házenkářská oddíl, sportovní oddíl a plavecký oddíl.

## Historické názvy
- 2001 – FK Union Cheb 2001 (Fotbalový klub Union Cheb 2001)
- 2011 – FK Hvězda Cheb (Fotbalový klub Hvězda Cheb)

## Umístění v jednotlivých sezonách
| sezóna    | soutěž         | pořadí    | poznámka                        |
| --------- | -------------- | --------- | ------------------------------- |
| 2001/02   | Krajský přebor | 2. místo  |                                 |
| 2002/03   | Krajský přebor | 1. místo  | postup                          |
| 2003/2004 | Divize B       | 4. místo  |                                 |
| 2004/2005 | Divize A       | 5. místo  |                                 |
| 2005/2006 | Divize A       | 2. místo  | postup                          |
| 2006/07   | ČFL            | 9. místo  |                                 |
| 2007/08   | ČFL            | 15. místo | odstoupení ze soutěže po sezoně |
| 2008/09   | Krajský přebor | 4. místo  |                                 |
| 2009/10   | Krajský přebor | 11. místo |                                 |
| 2010/11   | Krajský přebor | 3. místo  |                                 |
| 2011/12   | Krajský přebor | 6. místo  |                                 |
| 2012/13   | Krajský přebor | 1. místo  | postup                          |
| 2013/14   | Divize A       | 10. místo | [ 2 ]                           |
| 2014/15   | Divize A       | 15. místo | sestup                          |
| 2015/16   | Krajský přebor | 12. místo |                                 |
| 2016/17   | Krajský přebor | 7. místo  |                                 |
| 2017/18   | Krajský přebor | 4. místo  | [ 4 ]                           |
| 2018/19   | Krajský přebor | 1. místo  | postup                          |
| 2019/20   | Divize A       | 14. místo | [ 6 ]                           |
| 2020/21   | Divize A       | 16. místo | nedohráno kvůli pandemii        |
| 2021/22   | Divize A       | 12. místo | [ 8 ]                           |
| 2022/23   | Divize B       |           | [ 9 ]                           |

## Soupiska A-týmu
| #  | Pozice | Hráč              |
| -- | ------ | ----------------- |
| 29 | B      | Dalibor Mácha     |
| 31 | B      | David Wagneter    |
| 16 | O      | Jakub Netrval (C) |
| 15 | O      | Vítězslav Janda   |
| 6  | O      | Jiří Hucl         |
| 12 | O      | Michal Mojcher    |
| 4  | O      | Pavel Veleman     |
| 7  | O      | Lukáš Vlk         |

| #  | Pozice | Hráč              |
| -- | ------ | ----------------- |
| 20 | Z      | Petr Znak         |
| 18 | Z      | Jakub Anděl       |
| 11 | Z      | Luboš Kompit      |
| 17 | Z      | Tomáš Bauer       |
| 33 | Z      | Klepáček Jakub    |
| 9  | Z      | Macháček Lukáš    |
| 8  | Z      | Sebastian Steiner |
| 13 | Z      | Zdeněk Sláma      |
| 9  | Ú      | Dominik Kubinec   |
| 10 | Ú      | Lukáš Komberec    |

## Soupiska B-týmu
| # | Pozice | Hráč              |
| - | ------ | ----------------- |
|   | B      | Oliver Ouhrabka   |
|   | B      | Jan Šneberger     |
|   | O      | Jaroslav Nožička  |
|   | O      | Martin Pilař      |
|   | O      | Lukáš Sládeček    |
|   | O      | Michal Kaciašvili |
|   | O      | Lukáš Plíhal      |
|   | O      | Jan Beneš (C)     |
|   | O      | Radek Žídek       |
|   | Z      | Dominik Krejčí    |

| # | Pozice | Hráč             |
| - | ------ | ---------------- |
|   | Z      | Patrik Lhotský   |
|   | O      | Khalid Mouhafidi |
|   | Z      | Jan Sládek       |
|   | Ú      | Robert Iterský   |
|   | Ú      | Patrik Běhounek  |
|   | Ú      | Josef Hrotek     |
|   |        | neznámá vlajka   |
|   |        | neznámá vlajka   |
|   |        | neznámá vlajka   |